# Мірзаєв Расул Рабаданович
Расул Рабадановіч Мірзаєв (нар. 30 березня 1986, Кизляр,  Дагестанська АССР) —  російський спортсмен, чемпіон світу з  бойового самбо, який виступає в  змішаних єдиноборствах.

## Біографія
Народився в місті Кизляре Дагестанської АРСР. За етнічною належністю наполовину  аварець, наполовину  даргінець. Батьки Расула були в розлученняе, мати Патимат Курмагомедовна Кадиева виховала двох синів (у Расула є брат Азамат) поодинці. Дитинство Мірзаєва було важким і не дуже здоровим, він часто хворів (один раз його виписали з лікарні з вердиктом, що йому залишилося жити максимум рік) і 4 роки він проходив курс лікування від туберкульоз а (доктора пророкували йому довічну інвалідність). Однак, незважаючи на це, Расул був дуже непосидючим і гіперактивним дитиною. Патимат з синами часто переїжджала, через що до семи років Расул постійно бився, оскільки на нових місцях йому доводилося самостверджуватися («Я постійно бився в дитинстві. Тому що переїжджав постійно в різні райони. І у нас приїжджаєш — і треба себе показувати»).
Першим видом спорту для нього став бокс, яким він займався, навчаючись у спортивному інтернаті, куди Патимат віддала його з братом в 7-річному віці. З інтернату Расул часто збігав, але сам він пояснював це не поганим впливом, а бажанням показати характер. У третьому класі він перший раз спробував алкоголь і сигарети, але, з його слів, швидко зрозумів, що це «дорога в нікуди». Тим не менш, в інтернаті він поводився недисципліновано, і незабаром його забрав до себе дядько, який побачивши що хлопчик дуже активний, віддав його в секцію вільної боротьби. За словами самого Мірзаєва, «там була сильна школа, строгий спортивний режим». Закінчивши загальноосвітню школу Расул, отримавши повістку відразу після випускного, добровільно пішов в армію, хоча до цього отримав на тренуванні травму, що призвела хірургічне втручання (але Мірзаєв переконав медкомісію визнати його придатним). Служив в  танкових військах під  Володимирі. Там він домігся дозволу продовжувати тренування і його навіть попросили збирати команди для спортивних змагань (сам Расул теж брав у них участь). За три місяці до дембеля він почав займатися армійським рукопашним боєм і на одному поєдинку його помітив начальник підготовки МВВКУ, який запропонував Мірзаєву виступати на чемпіонатах училища. Пізніше Расул, пройшовши кілька тамтешніх чемпіонатів і закінчивши службу в армії, поступив в саме училище і почав виступати за його команду, але училище так і не закінчив, оскільки, з його слів, там змінилося керівництво, якому не дуже подобалося те, що «учні дуже багато часу приділяли спортивним заняттям».